# Tsesarevitj Aleksejs kyrka
Tsesarevitj Aleksejs kyrka är en rysk-ortodox kyrkobyggnad belägen i staden Gorodovikovsk i delepubliken Kalmuckien i sydvästra Ryssland.
Kyrkan är helgad åt tsesarevitj Aleksej av Ryssland, som var son till Rysslands siste tsar Nikolaj II. Aleksej och hans familj blev brutalt avrättade år 1918 och 2000 blev dem martyrförklarade av den Rysk-ortodoxa kyrkan.
Kyrkan tillhör Elistas stift.

## Historik

### Tidigare kyrkan
Innan Tsesarevitj Aleksejs kyrka byggdes fanns det tidigare en annan kyrka. Den byggdes i början av 1900-talet och invigdes den 26 oktober 1914. Kyrkan var också helgad åt Aleksej.
Den var gjord av sten. Vid ingången fanns en mandylionikon och i kyrkans interiör fanns en förgylld ikonostas som var gjord av ek och hade 23 ikoner.
Den 1 oktober 1922 stängdes kyrkan ned och som senare överlämnades till en lokal klubb. Men senare monterades kyrkan ned på grund av att det var så få männiksor som gick dit. Senare blev det en lagerlokal.

### Nuvarande kyrkan
Den 27 juni 2007 lades grundstenen för den nya kyrkan.
Den 17 juli 2015, 97-årsdagen för avrättningen av Aleksej och hans familj, firades den första gudomliga liturgin i kyrkan av Justinianus av Elista och Kalmuckien. Kyrkan höll fortfarande på att byggas då.

## Bilder

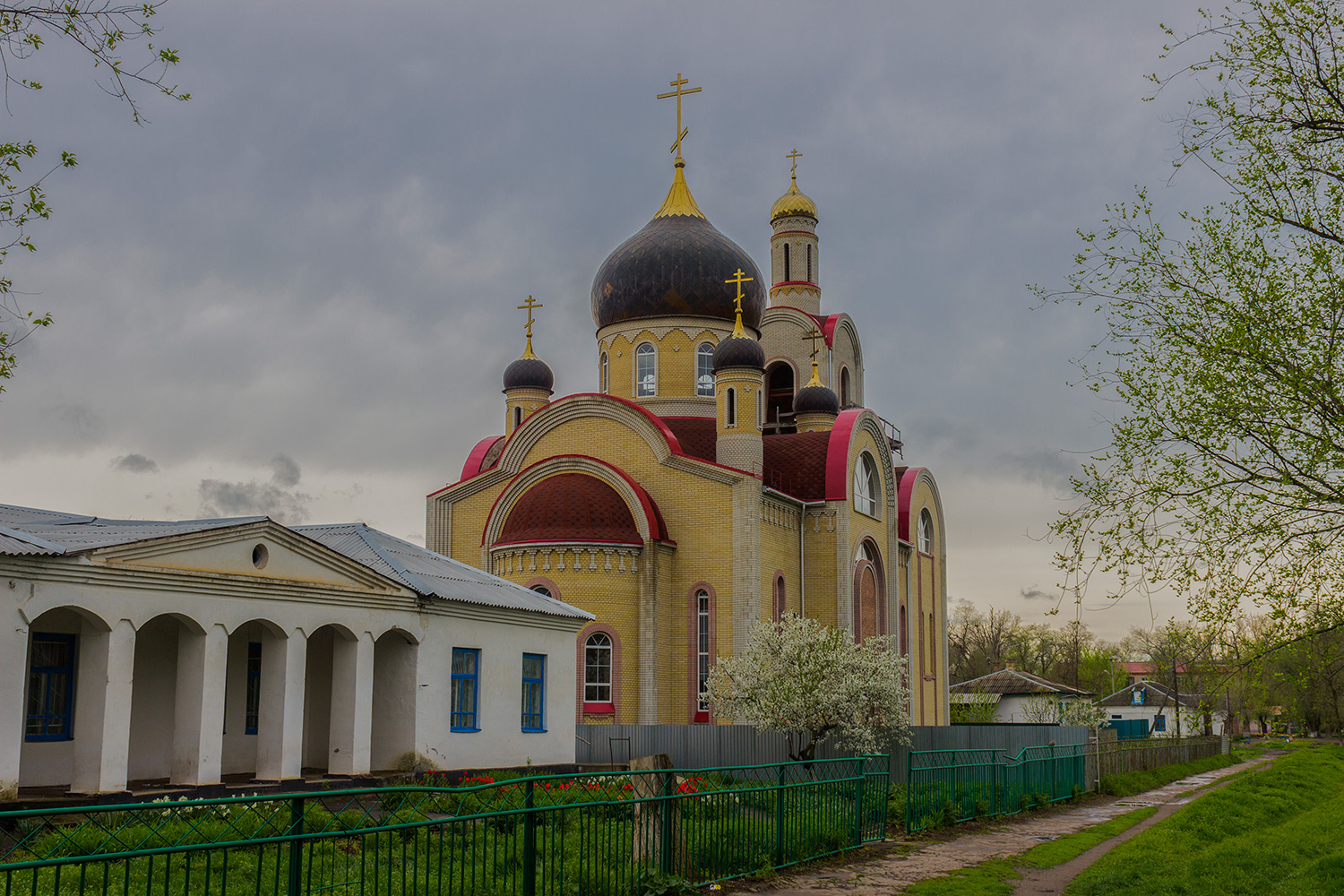
Kyrkans baksida och absid.
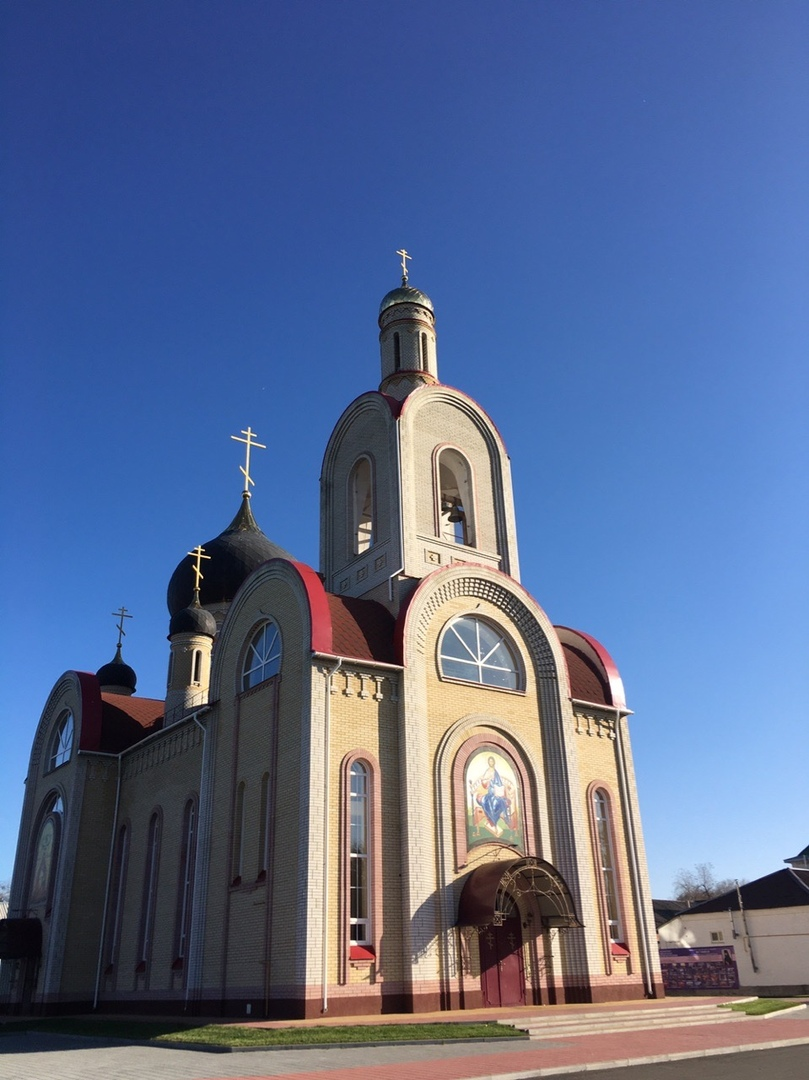
Kyrkans framsida.